# Henry Morton Stanley
Pour les articles homonymes, voir Stanley, Henry Stanley et Bulamatari.
Henry Morton Stanley, surnommé Bula Matari, né John Rowlands le 28 janvier 1841 à Dinbych et mort le 10 mai 1904 à Londres, est une figure marquante de l'exploration de l'Afrique, mais dont l'héritage reste profondément ambivalent. Journaliste et explorateur, il est surtout connu pour sa recherche de David Livingstone et pour son rôle dans la conquête coloniale de l'Afrique centrale.
Issu d'un milieu modeste, il connait une jeunesse tourmentée marquée par l'orphelinat et l'émigration aux États-Unis. Il s'engage dans l'armée confédérée pendant la guerre de Sécession avant de se tourner vers le journalisme. C'est dans ce cadre qu'il est envoyé en Afrique pour retrouver le célèbre missionnaire David Livingstone, disparu dans les profondeurs du continent.
Dans les années qui suivent, il se met au service de la colonisation. Engagé par le roi des Belges Léopold II, il joue un rôle déterminant dans la conquête de l'État indépendant du Congo. Ses expéditions sont marquées par une violence extrême et une exploitation sans précédent des populations locales. Les méthodes brutales employées par Stanley et ses hommes ont laissé des traces indélébiles dans l'histoire de la colonisation.

## Jeunesse (1841-1856)
Le registre d'état civil de la ville de Denbigh signale la naissance le 28 janvier 1841 d'un enfant naturel : « John Rowlands, bâtard ». Henry Morton Stanley allait souffrir toute sa vie de cette naissance hors des liens du mariage:17–19, 356. Sa mère, Elizabeth (Betsy) Parry, qui travaillait comme servante, donna naissance à quatre autres enfants naturels au cours des années qui suivirent. Elle ne lui révéla jamais qui était son père ; il pourrait s'agir de John Rowlands, bien connu à Denbigh pour s'adonner à la boisson, ou d'un avocat marié répondant au nom de James Vaughan Home.
La mère laissa l'enfant à la garde du grand-père. À la mort de celui-ci, John Rowlands qui avait à l'époque cinq ans, fut confié par son oncle à la garde d'une famille, puis ce dernier, lorsqu'il ne fut plus en mesure de payer sa pension, le plaça dans une « maison de travail », équivalent des maisons de correction en France, la St. Asaph's Union Workhouse.
Une enquête indique qu’en 1847, année à laquelle il y entre, les résidents adultes de la St. Asaph's Union Workhouse « commettaient toutes sortes de délits ». Le directeur, un alcoolique, « prenait toutes sortes de libertés vis-à-vis des occupantes ». Les enfants partageaient des lits à deux, et, quand ils n'étaient pas maltraités par les adultes, ils étaient les victimes d'enfants plus âgés qu'eux. John Rowlands, sa vie durant, en éprouva la peur de la proximité physique et de la sexualité.
Cependant, les années passées dans cette institution lui permirent d'atteindre un bon niveau d'instruction. Bon élève, il était en particulier intéressé par la géographie. En récompense de ses résultats scolaires il reçut une bible avec une dédicace de l'évêque.
Pendant cette période, John Rowlands ne vit sa mère qu'une seule fois, à l'âge de 9 ans, alors qu'elle amenait deux autres enfants à St. Asaph.

## L'Amérique (1856-1861)
À 15 ans, il quitte volontairement la « maison de travail » – soit différemment de la version qu'il donne. Il travaille comme journalier dans plusieurs places et embarque finalement à l'âge de 17 ans sur le Windermere, un bateau faisant voile vers La Nouvelle-Orléans.
Une fois arrivé là, il cherche du travail et se présente à un négociant en coton, à qui il fait impression grâce à la bible reçue en prix. Ce négociant se nomme Henry Hope Stanley.
Les descriptions que donne Rowlands de cette époque — et pas seulement celles-ci — divergent de la réalité. Il écrit qu'il a logé chez les Stanley, qu'il fut adopté par le couple, et qu'il les accompagna en voyage. Or la femme d'abord, et son époux ensuite, seraient morts subitement en 1861. Selon les registres d'état civil de La Nouvelle-Orléans, le vieux Stanley n’est mort que dix-sept ans plus tard, en 1878. Son épouse et lui avaient bien adopté deux enfants, cependant toutes deux étaient des filles. Son jeune employé Rowlands n'avait pas non plus logé chez lui et, de plus, Henry Hope Stanley et Rowlands s'étaient querellés au point de cesser tout contact:27–28.

## Soldat et écrivain (1861-1867)
En 1861, le jeune homme, qui se fait maintenant appeler Henry Stanley – il y ajoutera Morton plus tard –, rejoint l’Armée des États confédérés, afin de combattre dans la guerre de Sécession. Il participe ainsi, avec réticence, à cette guerre tour à tour comme soldat sudiste puis nordiste. Fait prisonnier lors de la bataille de Shiloh au Tennessee, en avril 1862, il est conduit dans un camp de prisonniers de guerre près de Chicago. Celui qui passait aux troupes de l’Union pouvait quitter le camp. Le typhus régnant, Stanley se décide à agir de la sorte. Il tombe malade dans l'armée des États nordistes et est réformé en conséquence.
Revenu en Angleterre, il tente de se faire reconnaître par sa mère qui le rejette. Il tente ensuite de monter une expédition en Turquie, qui se termine en fiasco, avant de travailler comme navigateur et de devenir journaliste. Il s'engage tout d'abord sur différents bateaux de la marine marchande et, en 1864, à nouveau dans la marine militaire de l'Union, où sa calligraphie le fait employer comme préposé aux écritures sur le USS Minnesota. En 1865, juste avant la fin de la guerre il déserte et se rend à Saint-Louis, où il est engagé comme correspondant indépendant d'un journal local. Il envoie des nouvelles de l'Ouest : Denver, Salt Lake City, San Francisco. À la suite du major-général Winfield Scott Hancock, il participe aux guerres indiennes. Bien que l'année où il était « journaliste » soit marquée par des négociations de paix, il rédige des articles décrivant les batailles pleines de fureur conformes aux attentes de son journal, ce qui lui vaut l'attention de James Gordon Bennett junior, le patron du journal à sensation New York Herald, dont il devient le correspondant en 1867. Il couvre notamment une affaire en Abyssinie.

## AuNew York Herald(1867-1878)
Bennet se rend compte des talents journalistiques de Stanley et l'envoie comme correspondant de guerre en Abyssinie, afin de rendre compte des troubles dans ce pays. Durant son voyage en Égypte, Stanley passe un accord avec le chef télégraphiste William Warren et s'assure ainsi que ses récits du front soient télégraphiés avant d'autres articles pourtant remis avant. Jouant de chance, le jour où a lieu une des seules batailles importantes, le câble assurant la liaison avec Malte se rompt alors que son article, le seul rapportant l'événement, vient d'être transmis.
Le Herald en fait son correspondant spécial attitré et l'envoie par la suite en Espagne, pour couvrir les évènements de la Révolution de 1868 qui coutera son trône à la reine Isabelle II. C'est à Madrid — du moins selon Stanley — qu'il reçoit le 16 octobre 1869 un télégramme de Bennett le rappelant. C'est alors que celui-ci lui donne comme mission : « Trouvez Livingstone ! »
« Draw a thousand pounds now, and when you have gone through that, draw another thousand, and when that is spent, draw another thousand... and so on; but find Livingstone ! »
« Retirez mille livres maintenant, et quand vous les aurez, retirez-en mille autres, et quand cela sera dépensé, retirez-en mille autres... et ainsi de suite ; mais trouvez Livingstone ! »

## Comment j'ai retrouvé Livingstone(1870-1871)
Sa réputation grandit et, en 1869, le rédacteur en chef du New York Herald l'envoie en Afrique équatoriale, avec pour mission de retrouver David Livingstone, parti à la recherche de la source du Nil et porté disparu depuis 1866. Il lui faut plusieurs mois pour découvrir le célèbre explorateur. Depuis son départ en 1866, on était sans signe de vie du docteur Livingstone, missionnaire écossais qui menait des explorations en Afrique. Bien que Stanley ait ultérieurement conté l'histoire de manière très théâtrale, ce n'est qu'au bout d'un an qu'il se lance à sa recherche : entre-temps il rédige des articles consacrés à l'ouverture du canal de Suez, à des fouilles à Jérusalem et à Constantinople. C'est seulement en 1870 qu'il quitte Bombay pour partir à la recherche de Livingstone.
Tenant compte de ce que lui a enseigné la guerre en Abyssinie, il apporte un grand soin à l'équipement, en préparant cette expédition qu'il mène à la tête d'un groupe de 190 hommes – des porteurs africains et seulement deux autres Britanniques.
Parti de Zanzibar, en janvier 1871, il rejoint les rives du lac Tanganyika, en Tanzanie, dernière destination connue de Livingstone. Là, à Ujiji le 10 novembre 1871, il retrouve Livingstone malade et à court de vivres.
Plus tard, Stanley publie le récit de cette aventure qu'il intitule : Comment j'ai retrouvé Livingstone ; c’est un succès de librairie. On retient souvent l'anecdote selon laquelle il se serait adressé à Livingstone en ces termes empreints d'une politesse de salon très « british » : « Dr Livingstone, I presume? » (« Docteur Livingstone, je suppose ? »), ce à quoi Livingstone aurait répondu : « Yes, that is my name » (Oui, c'est mon nom). Le dialogue est peut-être reconstruit ; Livingstone lui-même n'en parle pas et les pages correspondantes du carnet de Stanley ont disparu.
Les deux hommes étaient très différents : le missionnaire Livingstone aimait l'Afrique et les Africains, parlait leur langue et ne tirait pas profit de ses voyages ; Stanley, lui, n'hésitait pas à dire qu'il détestait ce continent de tout son cœur.
La Royal Geographical Society l'accueillit avec froideur, car elle avait également lancé une expédition pour retrouver Livingstone, mais trop tard. L'authenticité des lettres émanant de Livingstone fut mise en question, et la reine Victoria, qui l'avait bien reçu, déclara par la suite que c'était un « affreux petit bonhomme ».

## À travers le continent mystérieux(1878)

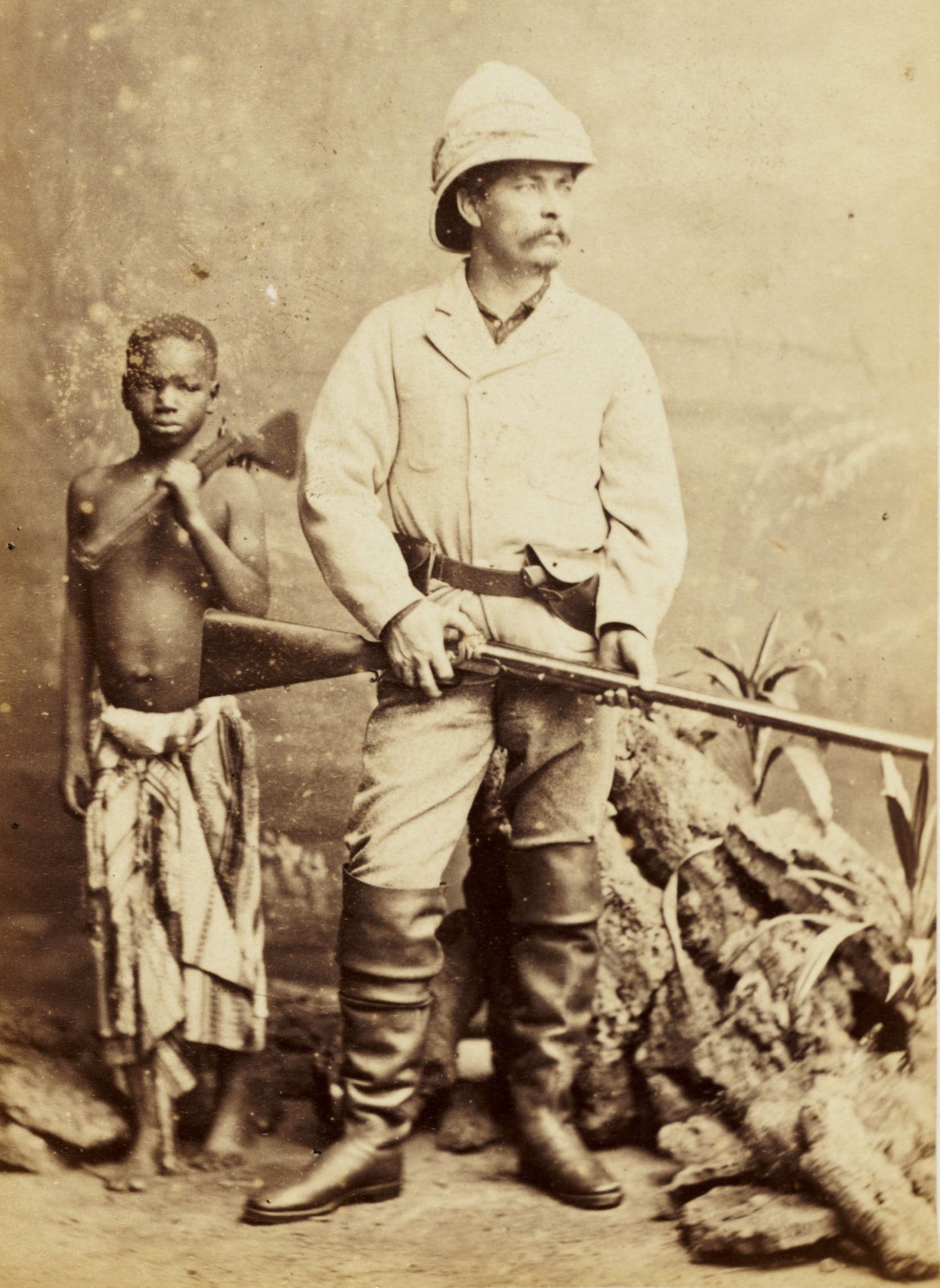
Henry Morton Stanley

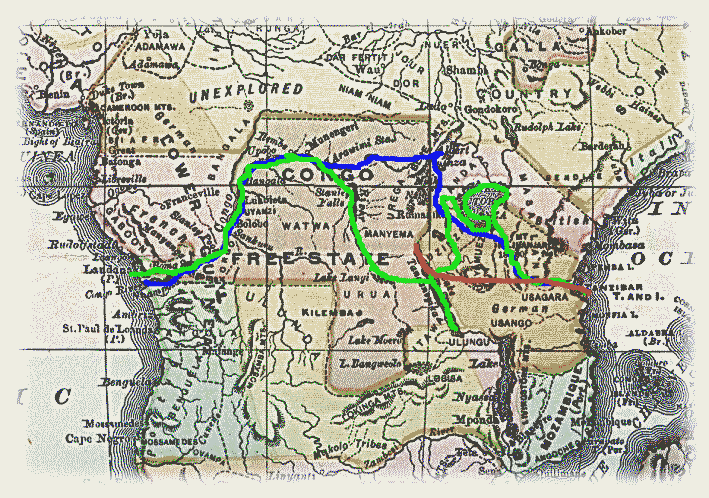
Les routes suivies par Stanley

Après cette expédition couronnée de succès et la mort de Livingstone en 1873, Stanley poursuit ses explorations de l'Afrique équatoriale, qu'il traverse d'est en ouest en partant de Zanzibar en 1874. L’expédition, financée par le Daily Telegraph et le New York Herald, mobilise plus de 230 personnes, porteurs et soldats, et même un bateau de treize mètres en pièces détachées, le Lady Alice. Stanley part de Zanzibar le 17 novembre 1874. Il doit recruter d’autres compagnons en cours de route. Il gagne le lac Victoria par l'itinéraire de John Hanning Speke, et effectue la circumnavigation du lac. Il visite le Buganda, passe par le lac Albert découvert en 1864 par Samuel White Baker et Florence Baker, et explore la totalité des rives du lac Tanganyika du 11 juin au 31 juillet. (en rouge sur la carte)
Stanley rencontre Tippo Tip à Kasongo. Ensemble, ils montent une expédition forte de 400 hommes pour explorer l'Ouest. Ils quittent Nyangwe, le 5 novembre, et pénètrent dans la forêt équatoriale. Après cinquante jours, Tippo Tip renonce, mais Stanley continue vers l'ouest. Pour traverser ces régions, comme le bassin du Congo, où les échanges sont organisés selon les règles strictes du commerce par relais, Stanley doit forcer le passage à plusieurs reprises. Le 20 décembre, 150 personnes réparties sur 23 bateaux entament la descente du fleuve. Le 6 janvier 1877, ils sont bloqués par les chutes Boyoma, qu'ils mettent vingt jours à éviter. Le 1er février, au confluent avec l'Aruwimi, ils combattent contre les Basoko. Le 14 février, ils affrontent les Bangalas. Le 9 mars, ils atteignent le confluent avec le Kasaï, et Ntamo le 12 mars, future implantation de Léopoldville (Kinshasa). (en vert sur la carte)
Les chutes Livingstone constituent le plus redoutable des obstacles : cinq mois sont nécessaires pour couvrir les quelques centaines de kilomètres qui les séparent de Boma, Alexandre Delcommune recueillant finalement une expédition décimée. Stanley est le dernier des quatre Européens encore vivants, et des 356 compagnons africains seulement 115 parviennent à la côte atlantique en août 1877. (en bleu sur la carte)
Malgré les difficultés, l'exploit est historique. Stanley décrit ce voyage extraordinaire dans un ouvrage publié en 1878, À travers le continent mystérieux (Through the Dark Continent).

## Au service de Léopold II
Le roi Léopold II de Belgique aussi lisait ses articles. Soucieux de la sauvegarde et du prestige de son petit pays coincé entre deux grandes puissances, la République française et l'Empire allemand, le jeune monarque cherchait à acquérir des colonies. Plusieurs essais pour en obtenir avaient déjà été tentés en vain. L'Afrique était alors la chasse gardée de la France et du Royaume-Uni. Léopold commença par fonder une Société philanthropique pour l'exploration du Congo. En septembre 1876, il organisa une grande conférence géographique à Bruxelles, où il fut question de ce thème.
Lorsque Stanley revient en Europe en janvier 1878, deux délégués du roi de Belgique, le baron Greindl et le général Sanford, l'accueillent à Marseille et lui font part des projets du roi de créer un État dans le bassin du Congo. Ayant des difficultés à obtenir du soutien chez les Britanniques, il accepte. Le 10 juin 1878, Léopold II rencontre Stanley et les deux hommes passent un marché. Stanley va acquérir le Congo pour le roi, Léopold II s'occupe de faire en sorte que cela soit en ordre sur le plan formel. Ils passent un accord pour cinq ans. Stanley obtient un financement du roi, mais doit cependant se trouver des moyens additionnels pour financer ses expéditions. Il donne donc des conférences et obtient de sociétés missionnaires qu'elles le financent.
C'est durant un de ses séjours à Londres en 1878 qu'il pose pour la statuaire française Charlotte Besnard qui réalise un buste célèbre.
Entretemps, Stanley multiplie les contrats d'achat de terres autour du fleuve. Les chefs de tribus, à qui l'on faisait signer des documents dans une langue inconnue d'eux, ignoraient ce à quoi ils s'engageaient. Une clause des contrats indiquait que non seulement le sol mais aussi la force de travail des habitants devenaient possession de Léopold II.
Pendant cinq années, Stanley est le représentant officiel de Léopold II au Congo. Il entame la construction d'une piste à l'embouchure du fleuve Congo, le long des chutes, sur deux cents kilomètres, jusqu'au Stanley Pool (aujourd'hui Pool Malebo) à partir duquel le Congo est navigable. Au cours de la réalisation de ce projet, de nombreux indigènes recrutés de force trouvent la mort. Le comportement souvent brutal de Stanley fut fortement critiqué en Angleterre et lui valut le surnom africain de « Bula Matari » (« celui qui fend les rochers »).
De petits bateaux à vapeur sont acheminés et construits au Stanley Pool. En 1884, il modifie le nom du village de Kintambo, sur le Pool Malebo, le rebaptisant Léopoldville, qui devient la capitale du Congo léopoldien (aujourd'hui Kinshasa). Entre 1879 et 1884, Stanley installe une série de comptoirs commerciaux le long du Congo pour le compte de Léopold II. Tout cela étant fait — en tous les cas, ainsi est-ce présenté — au service de la science et pour lutter contre l'esclavage. Il use de la force pour atteindre son but. Ses missions pour Léopold II sont racontées dans son livre The Congo and the founding of Its Free State. Malgré toutes ces violences, Stanley et Léopold II conservent, dans un premier temps, leur bonne réputation.
Avec les intérêts des nations européennes en Afrique, la conférence de Berlin a lieu le 15 novembre 1884 pour définir des règles officielles de colonisation. Stanley participa à cette conférence organisée par Bismarck. Le Congo est attribué comme possession personnelle à Léopold II, dans le but d'en assurer le développement. Après cinq années, les routes de Stanley et de Léopold II se séparent de manière officielle, cependant Stanley demeure secrètement à la solde du roi.

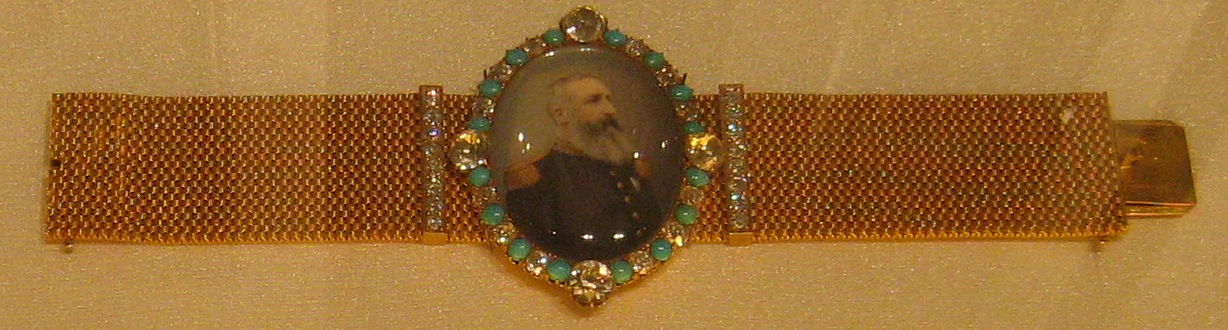
Bracelet offert par Léopold II à Stanley

En 1889 a lieu à Bruxelles une grande conférence contre l'esclavage. Traditionnellement les marchands d'esclaves étaient des commerçants arabes, en conséquence cette conférence ne posait pas de problèmes aux participants européens. Léopold II y convie Stanley, afin de renforcer sa position, et d'obtenir parallèlement du Parlement belge un crédit de 25 millions de francs. L'action de Stanley permet qu'une personne privée — Léopold II — devienne propriétaire de 2,5 millions de kilomètres carrés ainsi que de la force de travail de ses habitants.

## Statut controversé

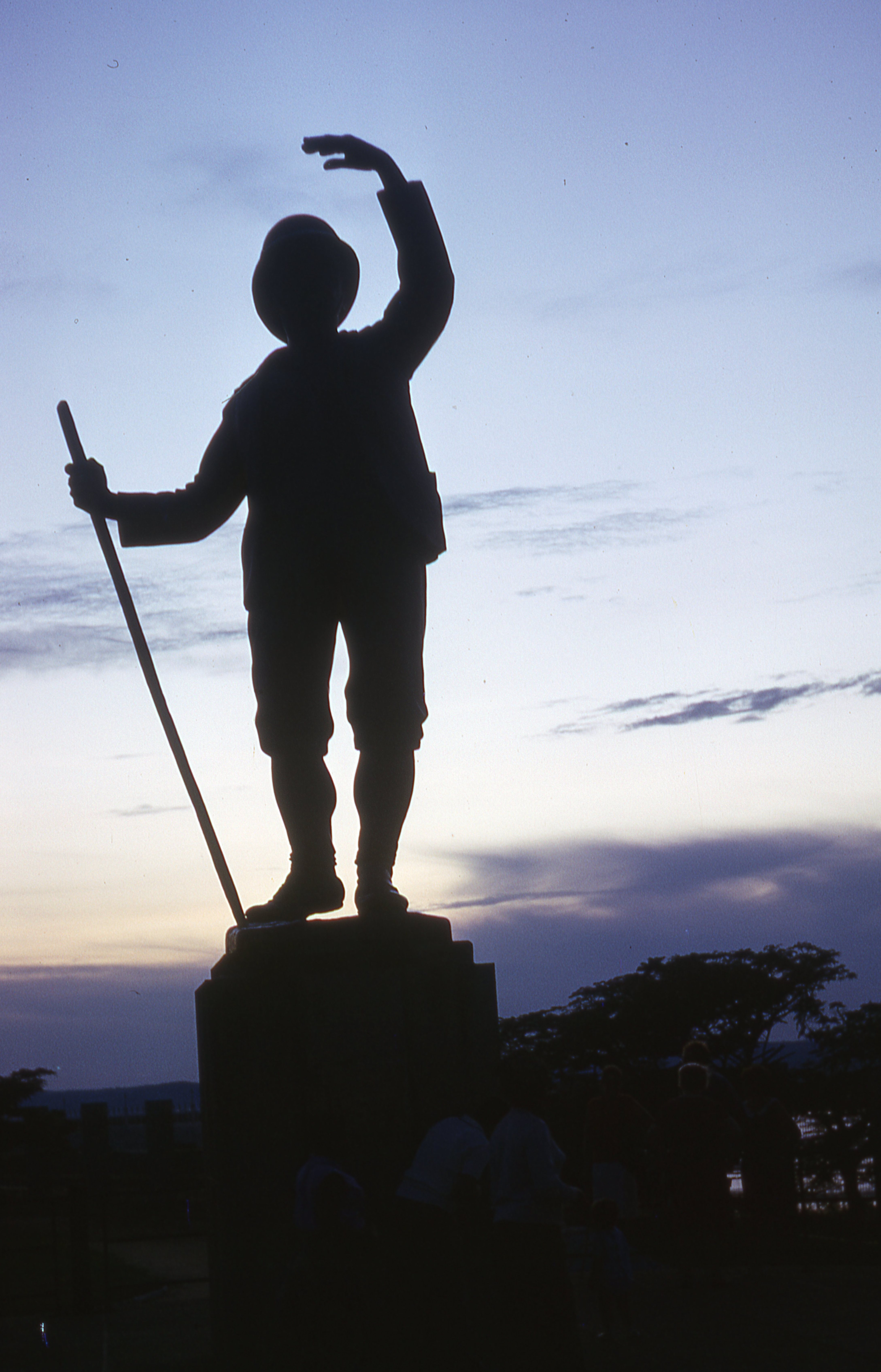
Statue monumentale de Stanley érigée à Ngaliema, regardant le fleuve Congo (photo de 1967). La statue a par la suite été déplacée dans un entrepôt de Limete.

D'après Adam Hochschild, dans les Fantômes du roi Léopold, Stanley ne fut pas seulement un suprémaciste blanc souhaitant que l'Afrique soit entièrement colonisée, comme l'Amérique du Nord, par des hommes de type anglo-saxon, mais aussi un criminel exécutant en masse des civils indigènes du bassin du Congo :

« Pour ceux qui avaient la malchance de se trouver sur son chemin, l'expédition ressemblait à une armée d'invasion, car elle retenait parfois en otages femmes et enfants jusqu'à ce que les chefs locaux lui fournissent des vivres (…) [Un des officiers de Stanley écrit dans son journal] : « Stanley donna l'ordre de brûler tous les villages à la ronde ». Un autre encore décrivit un massacre avec autant de décontraction que s'il s'agissait d'une chasse : « C'était très intéressant de rester tapi dans la brousse à regarder les indigènes vaquer tranquillement à leur labeur quotidien. Certaines femmes […] fabriquaient de la farine de banane en pilant des bananes séchées. Nous pouvions voir des hommes construire des huttes et accomplir d'autres tâches, des garçons et des filles courir et chanter. […] J'ouvris la chasse en visant un type en pleine poitrine. Il tomba comme une pierre. […] Immédiatement, une salve balaya le village. »

— Adam Hochschild, Les Fantômes du roi Léopold,  (ISBN 978-2-84734-431-8), page 170
Dans Congo. Une histoire, l'historien David Van Reybrouck propose une tout autre vision de Stanley, fondée notamment sur le témoignage de Disasi Makulo, emmené comme esclave en 1883 par le marchand arabe Tippo Tip, alors qu'il avait 12 ans. En janvier 1884, Stanley l'a racheté à ses maîtres, avec ses dix-huit compagnons de captivité, et emmené à Kinshasa, où il l'a confié à son ami Anthony Swinburne. Pour l'historien, Stanley était loin d'être raciste, mais sa réputation a souffert de son association avec le roi des Belges. En fait, l'explorateur avait noué des liens d'amitié avec de nombreux Africains et était sincèrement soucieux du bien-être des enfants qu'il avait soustraits à l'esclavage, et ceux-ci gardèrent de lui un souvenir chaleureux:41-49.

## Poursuite des expéditions
De 1886 à 1889, il prend congé de l'État indépendant du Congo pour diriger l'expédition de secours à Emin Pasha, la dernière grande expédition privée au cœur de l'Afrique. Il entreprend une ultime expédition en 1890.

## Retour au Royaume-Uni
À son retour au Royaume-Uni, il se marie avec Dorothy Tennant, adopte un enfant et relate ses voyages. Il est élu député du Parti libéral unioniste à la Chambre des communes pour Lambeth, poste qu'il occupe de 1895 à 1900. Il est chargé des affaires coloniales et internationales.
Anobli en 1899, il devient sir Henry Morton Stanley et meurt le 10 mai 1904 dans sa maison de Pirbright, village où il est enterré.
Ses archives complètes, documents d’une grande valeur historique, sont conservées au musée royal de l'Afrique centrale à Tervuren, en Belgique.

## Publications
Scribner's fut le premier éditeur de Henry Morton Stanley.

### Traductions françaises
- Comment j'ai retrouvé Livingstone (How I Found Livingstone: Travels, Adventures and Discoveries in Central Africa, 1872), trad. de Mme H. Loreau, abrégé par J. Belin de Launay, coll. « Voyages », Librairie Hachette, 1876.
- La Terre de servitude (My Kalulu, prince, king, and slave. A story of Central Africa, 1873), Traduction par J. Levoisin, Hachette, 1876.
- À travers le continent mystérieux [« Through the Dark Continent »] (trad. de l'anglais par Henriette Loreau (d) ), Paris, Hachette, 1879 (lire en ligne sur Gallica).
- Dans les ténèbres de l'Afrique [« In Darkest Africa »] (trad. de l'anglais, récit de l'expédition de secours à Emin Pacha), Paris, 1890, 2 vol. in-8º (lire en ligne sur Gallica).

### Non traduits
- The Congo and the Founding of Its Free State, New York, Harper & Brothers, 1885.
- Slavery and the slave trade in Africa, New York, Harper & brothers, 1893.
- Autobiographie de Henry M. Stanley, publiée par sa femme Dorothy Stanley, tome I : 1843-1862, tome II : 1862-1904, Houghton Mifflin, 1909, 1re édition.

### Posthumes
- Richard Stanley et Alan Neame (éd.), The Exploration Diaries: Of H. M. Stanley. Now First Published from the Original Manuscripts, Kimber, 1961 — journal intime.
- James L. Newman, Stanley: Ontdekkingsreiziger in Afrika, éd. Lannoo, Tielt, 2006, 384 p.  (ISBN 9789020967654), (OCLC 925935849) ; titre original : Imperial Footprints. Henry Morton Stanley's African Journeys, éd. Potomac Books, Herndon (Virginie).